# Randers Cimbria
El Randers Cimbria es un equipo de baloncesto danés que compite en la Ligaen, la primera división del país. Tiene su sede en la ciudad de Randers. Disputa sus partidos en el Arena Randers, con capacidad para 3000 espectadores.

## Historia
Fundado en 1965, en el año 2010 quebró y desapareció, pero resurgió la temporada siguiente partiendo de la División 2, el tercer nivel del baloncesto danés. En solo dos temporadas volvió a alcanzar la Basketligaen, logrando su mayor éxito en 2014, al lograr el subcampeonato de liga, algo que repitió en 2020.

## Temporada a temporada
| Temporada | Nivel | Liga         | Pos. | Copa de Dinamarca | Competiciones europeas | Competiciones europeas |
| --------- | ----- | ------------ | ---- | ----------------- | ---------------------- | ---------------------- |
| 2014–15   | 1     | Basketligaen | 6º   | Semifinalista     |                        |                        |
| 2015–16   | 1     | Basketligaen | 6º   | Semifinalista     |                        |                        |
| 2016–17   | 1     | Basketligaen | 7º   | Cuartos de final  |                        |                        |
| 2017–18   | 1     | Basketligaen | 3º   | Cuartos de final  |                        |                        |
| 2018–19   | 1     | Basketligaen | 4º   | Cuartos de final  |                        |                        |
| 2019–20   | 1     | Basketligaen | 2º   |                   |                        |                        |

## Palmarés
Basketligaen
- Subcampeón (2): 2013–14, 2019–20

Copa de Dinamarca
- Subcampeón (1): 2014–15